# Himno a Briviesca
El Himno a Briviesca fue compuesto por Fray Justo Pérez de Urbel, autor de la letra, y por el maestro Rafael Calleja, autor de la música en 1929. Desde entonces cada año es cantado por los briviescanos el día 16 de agosto como signo de amor a su tierra.

## Letra
| Himno a Briviesca (1929) Estruendos, gritos y acordes: la ronda pasa, (bis) pasa cantando de casa en casa. Briviesca tiembla de gozo, la copla estalla, (bis) lleva los ecos de la rondalla. Lará, la rá, la... Cantemos de la Patria la canción, resuene con su nombre nuestra voz. Lará, la rá, la... ¡Briviesca, tierra madre, bella flor y nido de amor! De toda España Castilla solar de gloria y valor, de Castilla La Bureba y en Briviesca está el amor. El corazón es mi tierra, deslumbrante brilla en él, la hermosura de Briviesca como espléndido joyel. Relicario de arte, cuna de hidalguía, de la fe baluarte ¡dulce patria mía!; inexhausto fuente de virilidad, defensora ardiente de la libertad. Estribillo Suene el himno de Briviesca como toque de clarín, que levante nuestras almas a un glorioso porvenir. Aunque salga de mi tierra ella va en mi corazón, sus tesoros de alegría la nobleza y el valor. | Ciudad vieja y ciudad nueva, el celta nombre te dio, mas después de tantos siglos juvenil es tu vigor. Bautismo bello de gloria las piedras tienen en ti; tus alcores y llanuras consagraron héroes mil. Briviesca adorada, hogar de heroísmo, tierra consagrada por el patriotismo; tu nombre decora la gesta sin par, de la Infanta Mora, de Ruy de Vivar. Estribillo Son bellas tus arboledas refugio de amor y paz; en ellas dejó Casilda su aroma de santidad. Tu plaza vasta semeja el más risueño jardín, cuando tus hijas la inundan con su encanto juvenil. Mujer briviescana rosa peregrina, virtud castellana belleza divina; buena como el trigo de nuestro trigal: yo adoro y bendigo tu gracia inmortal. Estribillo En ti anhelo, ciudad mía, cuando muera, descansar, al amparo de la Virgen tu Patrona celestial. Las aguas del Oca caminan al mar así hacia Briviesca mis anhelos van. |